# Skuleberget
Skuleberget est une montagne située dans l'Ångermanland, près de la côte de la mer Baltique, en Suède. Culminant à 295 m d'altitude, elle domine le paysage et constitue un point de repère notable, avec une silhouette caractéristique formant presque une falaise sur son versant est. La montagne est classée réserve naturelle depuis 1969. Elle fait partie, tout comme le parc national de Skuleskogen à proximité immédiate, du bien Archipel de Kvarken/Haute Côte du patrimoine mondial de l'UNESCO.

## Géologie
Skuleberget fait partie de la Haute Côte, qui tient son nom du fait qu'il s'agit de la zone la plus haute de la côte de la Baltique. Cependant, de nos jours, cette appellation est surtout associée au phénomène de rebond post-glaciaire, qui a été particulièrement prononcé ici : après le retrait de l'inlandsis il y a environ 10 000 ans, le niveau du sol, compressé par le glacier durant toute la période glaciaire était 286 m au-dessous du niveau actuel. Ainsi, Skuleberget était une île à l'époque, et on peut voir de nos jours près du sommet les traces du littoral de l'époque. Elles constituent la plus haute trace d'ancienne ligne de côte mesurée au monde. La montagne est constituée de granite rapakivi, formé il y a 1 600 Ma.

## Milieu naturel
Skuleberget est ce que l'on appelle en Suède une Sydväxtberg (littéralement « montagne à végétation méridionale ») : une montagne ayant une flore caractéristique des plus basses latitudes. L'orientation de la paroi rocheuse par rapport au soleil et l'humidité apportée par la montagne offre un microclimat favorable qui, conjugué à un sol fertile, permet à des plantes qui ne poussent normalement pas à de si hautes latitudes de se développer. Ainsi, malgré les petites dimensions de cette montagne, on y trouve 260 espèces de plantes soit un quart de toutes les plantes trouvées dans le comté.
Skuleberget fait aussi partie de la catégorie des Kalottberg (littéralement « montagne à calotte ») : le sommet de la montagne qui était au-dessus du niveau de la mer après l'âge de glace a conservé ses moraines ce qui a permis à la végétation de s'enraciner. On peut ainsi facilement distinguer sur ce type de montagne les parois presque dénuées de végétation et une calotte boisée.

## Tourisme
La montagne est une destination touristique majeure dans la région, avec de nombreuses activités disponibles. Ainsi, en hiver, il est possible de faire du ski sur le versant sud de la montagne, avec trois remonte-pentes et quatre pistes de ski pour une descente de 255 m. Il existe aussi un système de télécabine permettant d'accéder au sommet de la montagne et de profiter de la vue panoramique sur la Haute Côte. Il existe aussi depuis 2011 une piste pour pratiquer la descente cycliste. Du fait de sa paroi quasiment verticale, il est possible de pratiquer l'escalade, avec en particulier trois via ferrata de différentes difficultés. Au pied de la montagne se déroule tous les étés le festival de musique Skulefestivalen, réunissant en moyenne 5 000 personnes.

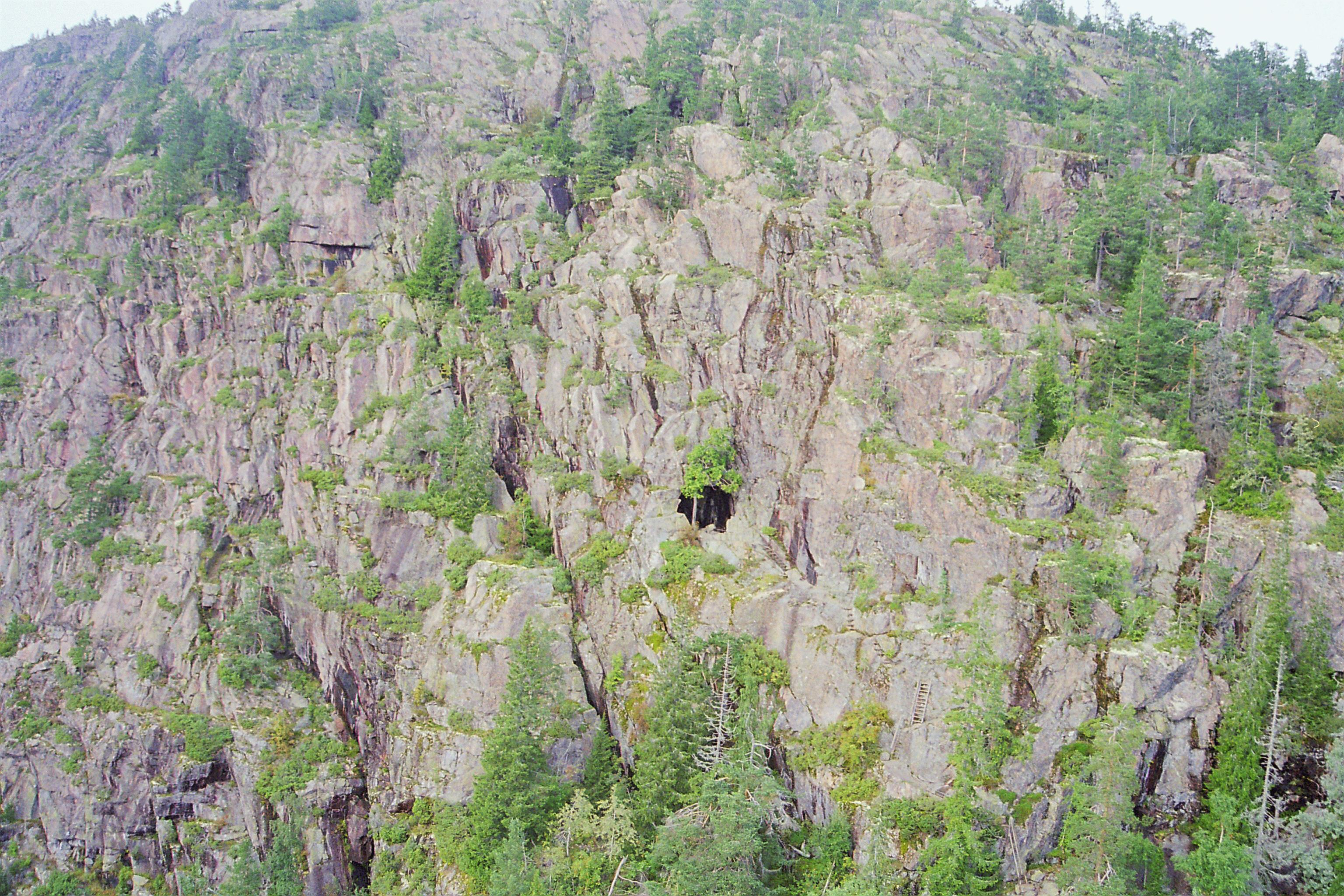
La grotte Kungsgrottan
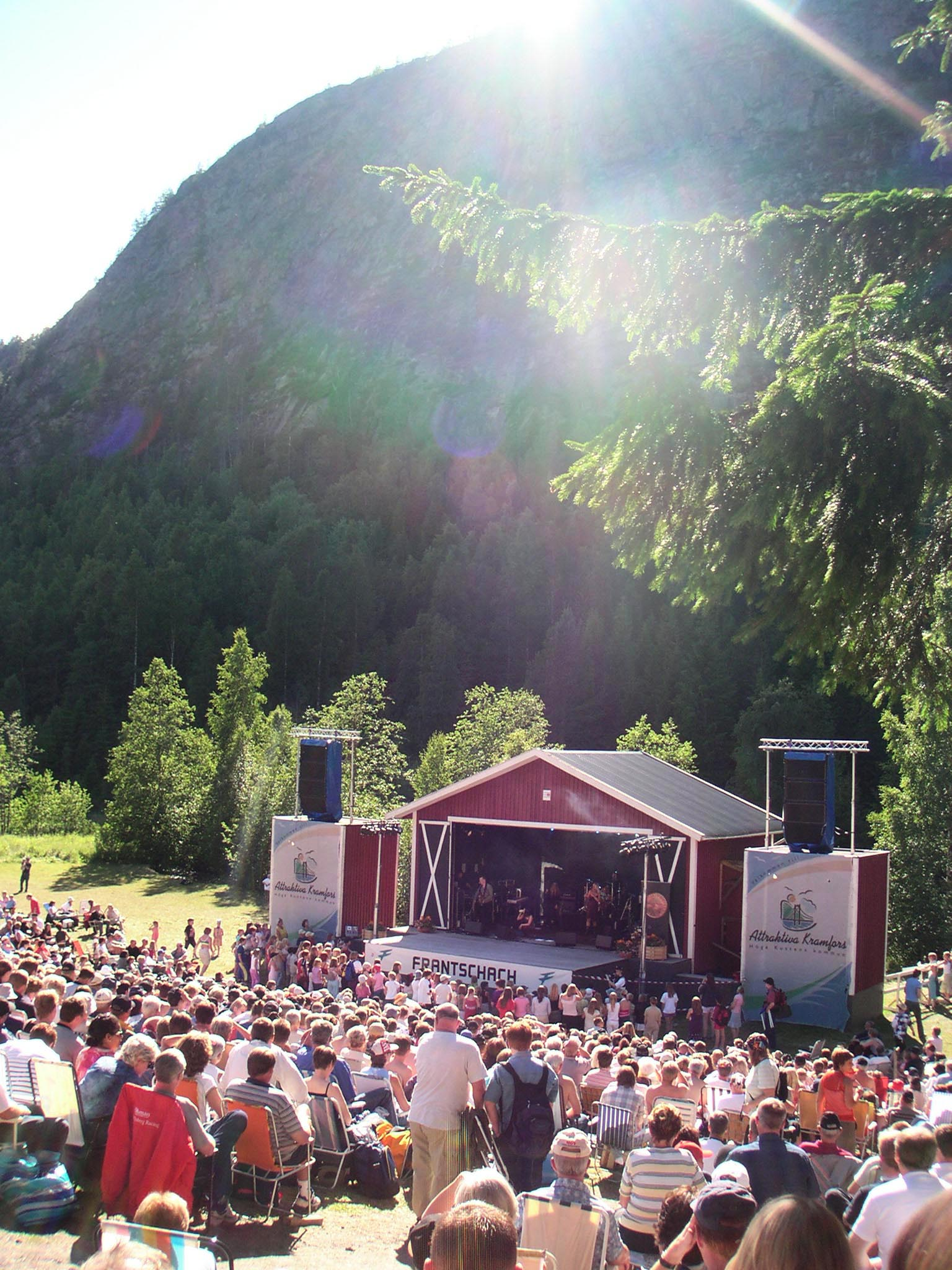
Le festival Skulefestivalen en 2003
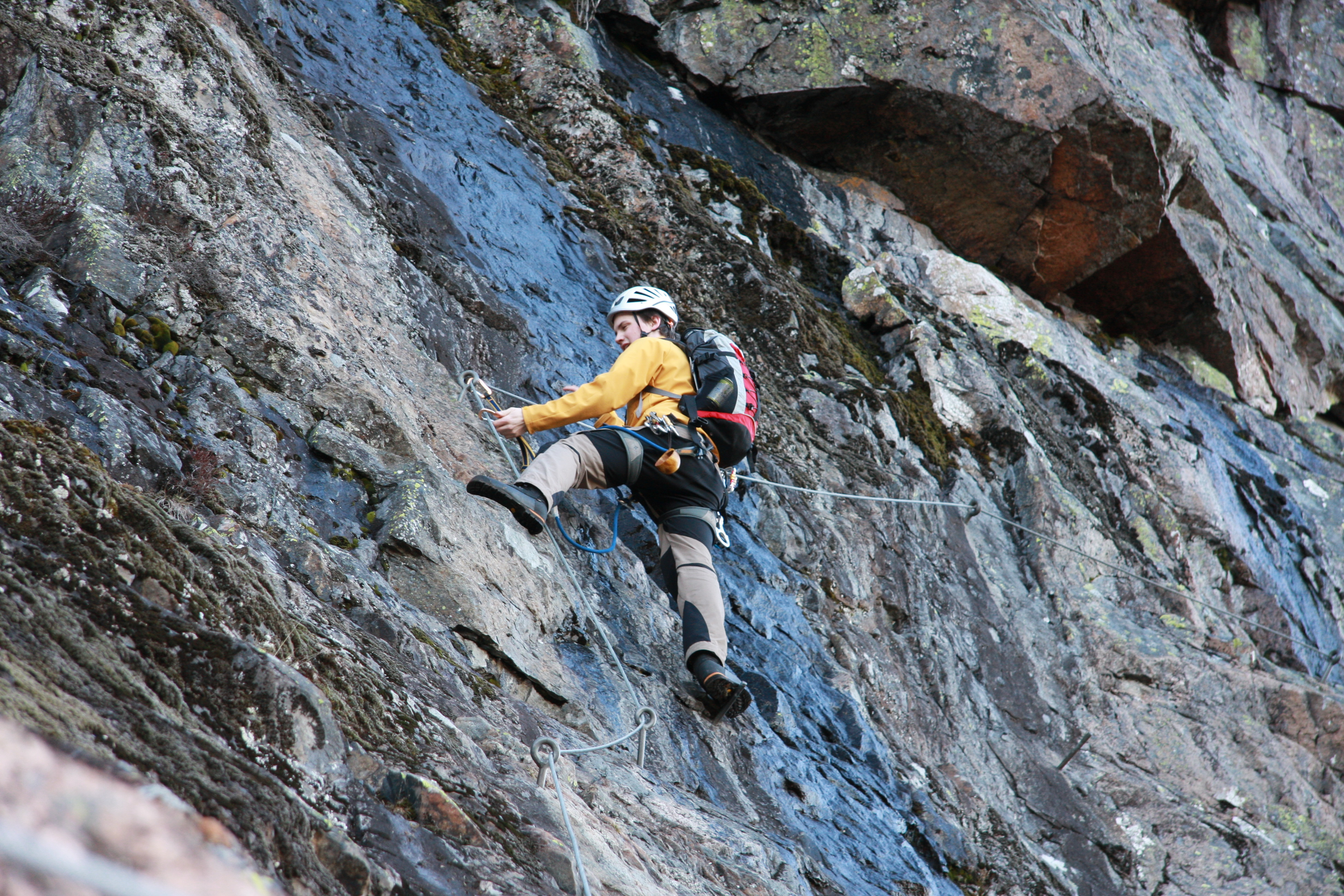
Une des via ferrata de Skuleberget